# Egremont Russet

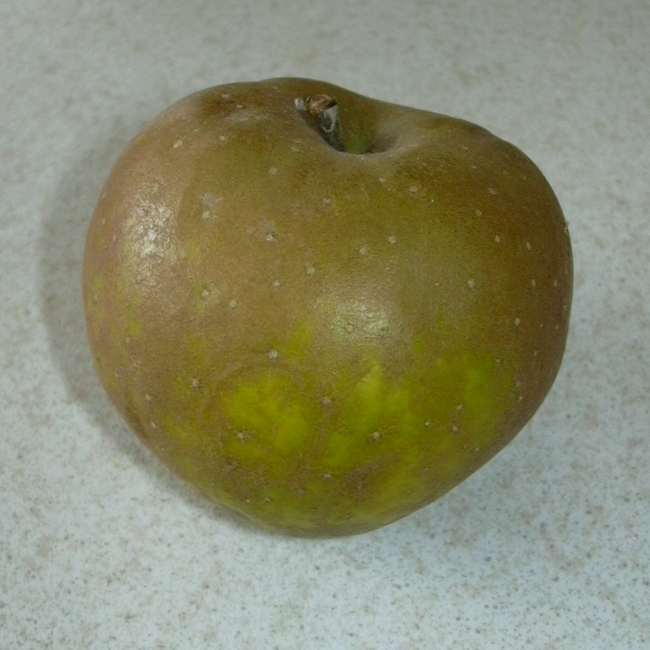
Egremont Russet.

Egremont Russet är en äppelsort vars ursprung är okänt. Äpplets skal liknar mest färgen på ett päron, och köttet har en, enligt de flesta, fin aromatisk smak. Äpplet mognar i november och håller sig därefter i bra skick till januari. Egremont Russet är främst ett ätäpple, och äpplen som pollineras av äpplet är bland annat Cox Orange och James Grieve. I Sverige odlas Egremont Russet gynnsammast i zon 1. Typisk storlek: Bredd 64-67mm, höjd 48-57mm, stjälk kort 6-10mm.